# Escudo de la Isla de Man
El Escudo de Armas de la Isla de Man fue otorgado por la realeza británica el 12 de julio de 1996.

## Descripción

### El halcón peregrino
En 1405, el rey Enrique IV entregó a la Isla de Man con todos sus derechos a Sir John Stanley con la condición de que rindiera homenaje y le entregara dos halcones a él y a todos los futuros reyes de Inglaterra en el día de su coronación. Los descendientes de Sir John gobernaron como reyes o señores de Man durante 360 años hasta que Jorge III asumió el señorío, mientras que la presentación de dos halcones continuó hasta la coronación de Jorge IV en 1822.

### El cuervo
El cuervo es un animal muy representativo dentro de la Isla de Man, se dice que cuando los vikingos se asentaron en la isla, estos hacían representaciones artísticas del dios Odín con dos cuervos sobre su figura, desde entonces, el cuervo ha sido una representación muy emblemática en la pequeña isla británica.

### El lema
El lema "Quocunque Jeceris Stabit", que se traduce literalmente como "dondequiera que lo arrojes, permanecerá", sigue apareciendo en el Escudo de Armas. Este lema se ha asociado con la Isla de Man desde el año 1300. Según se informa, los MacLeods de Lewis lo utilizaban antes de esta fecha como antiguos Señores de las Islas de Escocia que, después de 1266, incluían a la Isla de Man.

### Las tres piernas de Man
Conocida popularmente como trinacria o trisquel, esta es una representación muy típica en Sicilia y la Isla de Man, sus orígenes se remontan al Neolítico, pero sobre su verdadero significado se puede apreciar una influencia celta que relata la energía y la iluminación. En el caso de la bandera de Man, las piernas están unidas a la altura de la cadera, con la rodilla flexionada y los dedos de los pies que siguen los movimientos de las agujas del reloj.